# Упаковка тетраэдров
Упаковка тетраэдров — это задача расположения одинаковых правильных тетраэдров в трёхмерном пространстве так, чтобы заполнить как можно большую долю пространства.

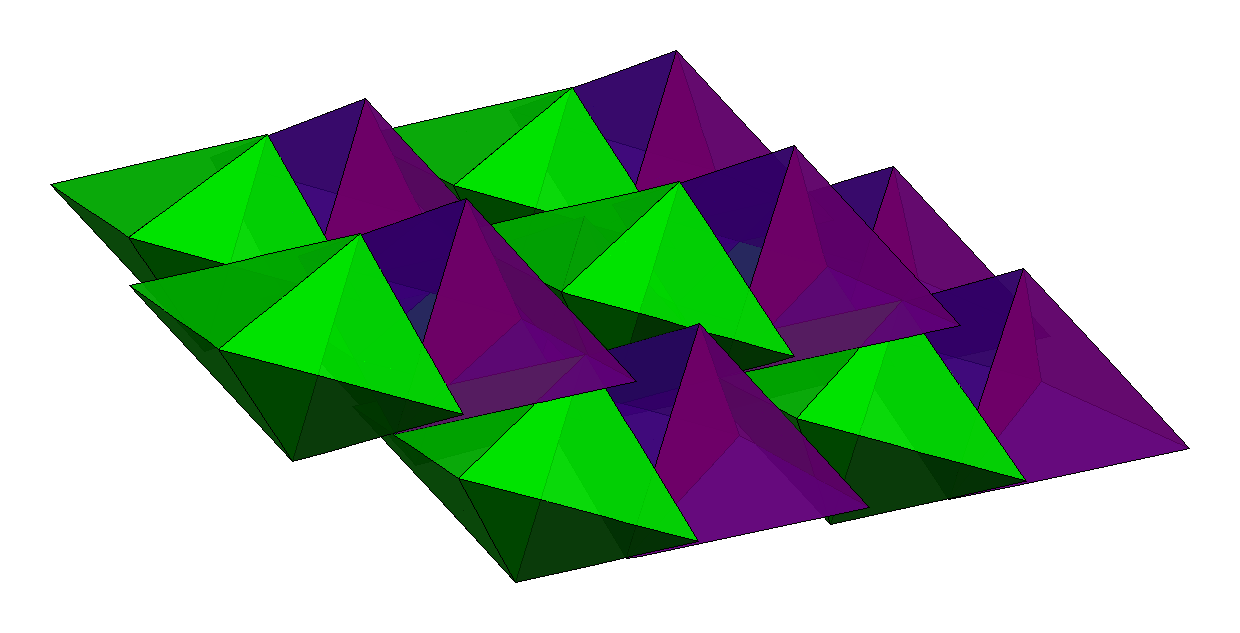
Известная на настоящее время самая плотная упаковка правильными тетраэдрами — это треугольных бипирамид, заполняющая 85,63 % пространства

На настоящее время лучшей границей плотности упаковки, полученной для оптимальной упаковки правильных тетраэдров, является число 85,63 %. Тетраэдры не замощают пространство и, как известно, верхняя граница заполнения находится ниже 100 % (а именно, 1 − (2,6…)·10−25) .

## Исторические результаты

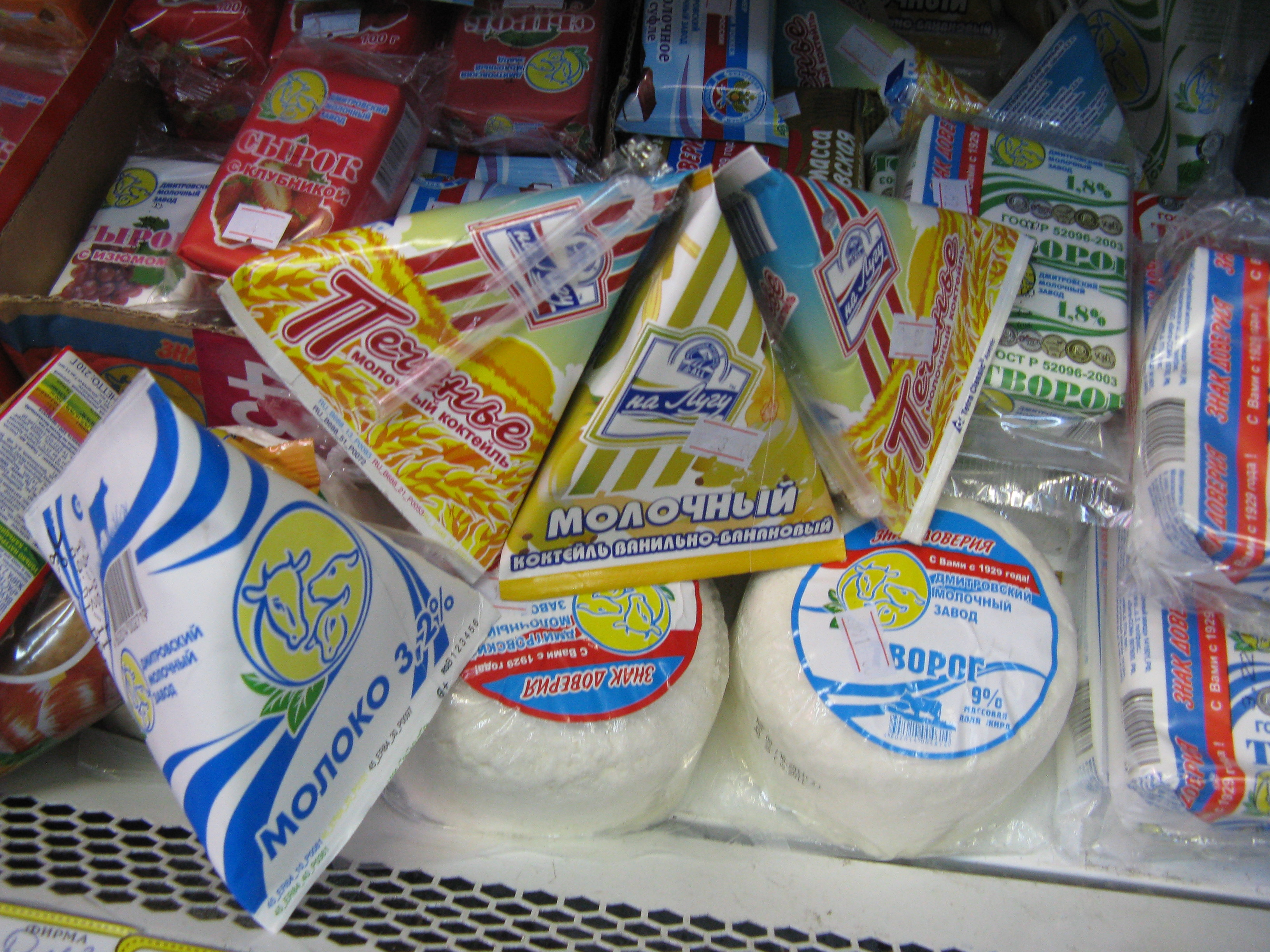
Тетраэдральная упаковка продуктов

Аристотель утверждал, что тетраэдры должны заполнять пространство полностью.
В 2006 году Конвей и Торквато показали, что плотность упаковки около 72 % может быть получена построением решётки тетраэдров, не являющейся решёткой Браве (с несколькими частями, имеющими различную ориентацию), и показали, что лучшая упаковка тетраэдров не может быть решёточной упаковкой (с одним элементом на повторяющийся блок и когда каждый элемент имеет одну и ту же ориентацию). Эти построения почти удваивают оптимальную плотность упаковки на основе решётки Браве, которую получил Хойлман и плотность которой равна 36,73 %. В 2007 и 2010 годах Чайкин с коллегами показали, что похожие на тетраэдр тела могут быть случайным образом упакованы в конечный контейнер с плотностью упаковки между 75 % и 76 %. В 2008 году Чен первой предложила упаковку правильных тетраэдров, которая плотнее упаковки сфер, а именно, 77,86 %. Улучшения сделали Торквато и Цзяо в 2009 году, сжав конструкцию Чен с помощью компьютерного алгоритма и получив долю упаковки 78,2021 %.
В середине 2009 года Хаджи-Акбари с соавторами показали, используя метод Монте-Карло для первоначально случайной системы с плотностью упаковки >50 %, что равновесный поток твёрдых тетраэдров спонтанно преобразуется в двенадцатиугольный квазикристалл, который может быть сжат до 83,24 %. Они также описали хаотическую упаковку с плотностью, превосходящей 78 %. Для периодической аппроксимации квазикристаллами с ячейкой из 82 тетраэдров они получили плотность упаковки 85,03 %.
В конце 2009 года новое, более простое семейство упаковок с плотностью 85,47 % открыли Каллус, Элзер и Гравел. На основе этих упаковок, слегка их улучшив, Торквато и Цзяо в конце 2009 года получили и плотность 85,55 %. В начале 2010 года Чен, Энгел и Глотцер получили плотность 85,63 %, и сейчас этот результат является самой плотной упаковкой правильных тетраэдров.

## Связь с другими задачами упаковки
Поскольку ранние известные границы плотности упаковки тетраэдров были меньше упаковки шаров, было высказано предположение, что правильный тетраэдр может быть контрпримером гипотезе Улама, что оптимальная плотность упаковки одинаковых шаров меньше плотности упаковки любого другого тела. Более поздние исследования показали, что это не так.